# 1976년 하계 올림픽 농구
1976년 하계 올림픽 농구경기는 1976년 7월 18일부터 7월 27일까지 캐나다 몬트리올에서 열렸다. 여자 농구가 이 대회에서 올림픽 종목으로 처음 채택되었다.